# Zdravko Radulović
Pour les articles homonymes, voir Radulović.
Zdravko Radulović (né le 12 décembre 1966 à Nikšić, dans la République socialiste de Monténégro, en ex-Yougoslavie) est un ancien joueur monténégrin de basket-ball, évoluant aux postes de meneur et d'arrière. Il est actuellement entraîneur du Cibona Zagreb. 

## Carrière

### Palmarès
- Médaille d'argent aux Jeux olympiques 1988
- Champion d'Europe 1989

### Distinction
- Meilleur marqueur de l'Euroligue 1992-1993